# Lusitanos
Lusitanos je andorski nogometni klub iz Andorra la Velle osnovan 1999. godine te nastupa u drugoj andorskoj nogometnoj ligi, Segona Divisió.

## Povijest
Lusitanos je prvi puta zaigrao u andorskoj prvoj ligi u sezoni 2000./01. nakon što je sezonu prije toga osvojio drugu ligu. U sezoni 2001./02. klub je osvojio svoj jedini trofej – andorski kup (Copa Constitució).
Za klub većinom igraju portugalski igrači.

## Klupski trofeji
| Andora              | Andora              |
| Trofej              | Sezona              |
| ------------------- | ------------------- |
| Andorska prva liga  | 2011./12.,2012./13. |
| Andorska druga liga | 1999./00.           |
| Andorski kup        | 2001./02.           |
| Andorski superkup   | 2012.,2013.         |

## Vanjske poveznice
- Informacije o klubu na UEFA.com
- Informacije o klubu na Welt Fussball.de
- Informacije o klubu na Player History.com
- Informacije o klubu na Football-Lineups.com